# Diospyros lasiocalyx
Diospyros lasiocalyx är en tvåhjärtbladig växtart som beskrevs av Carl Friedrich Philipp von Martius och fick sitt nu gällande namn av Bruno Wallnöfer. Diospyros lasiocalyx tillhör släktet Diospyros och familjen Ebenaceae.
Arten är en buske eller ett träd, och förekommer i Sydamerika från Bolivia och nordöstra Paraguay till Brasilien.